# Estable
|  | No s'ha de confondre amb Cavallerissa. |

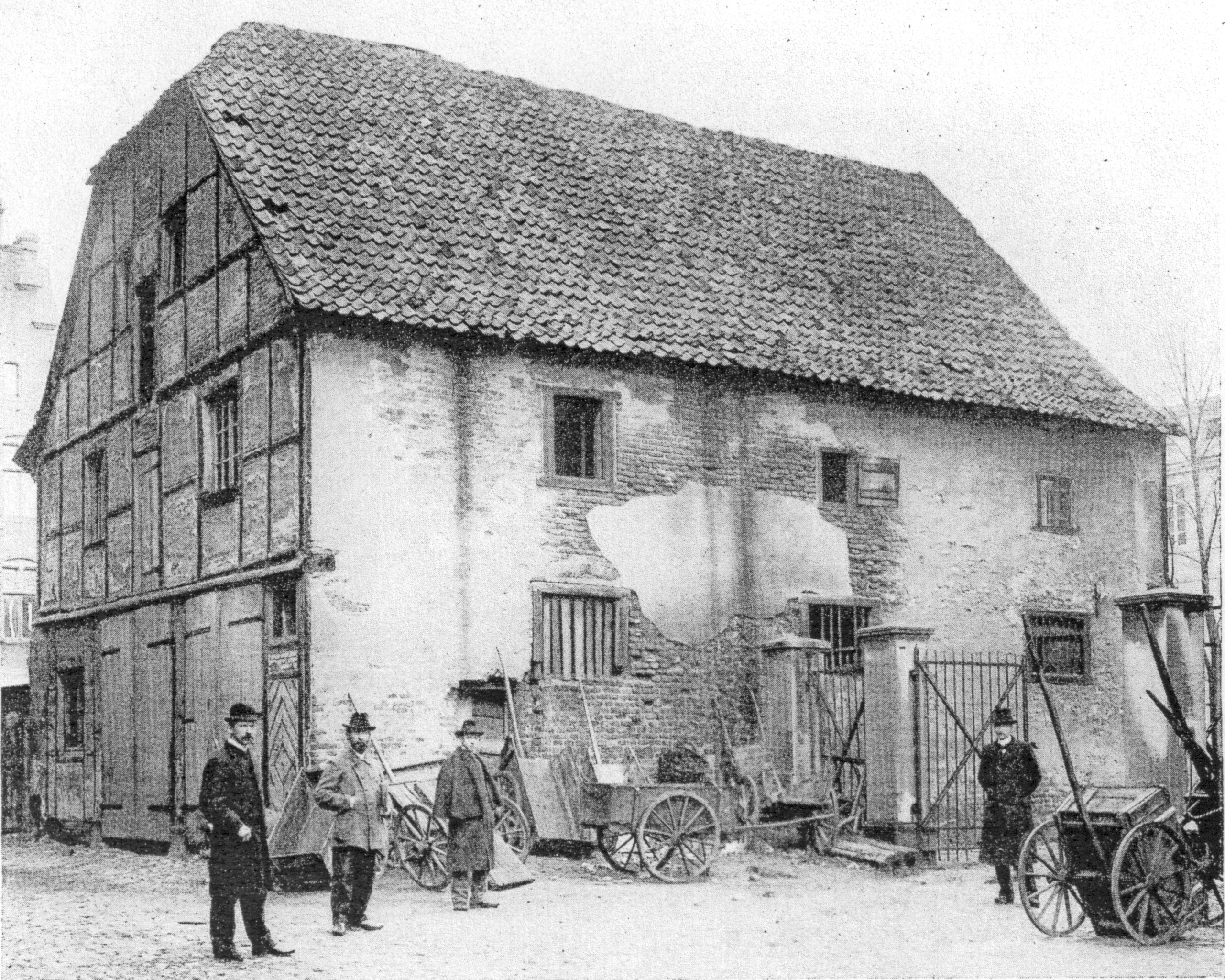
Estable fotografiat el 1900

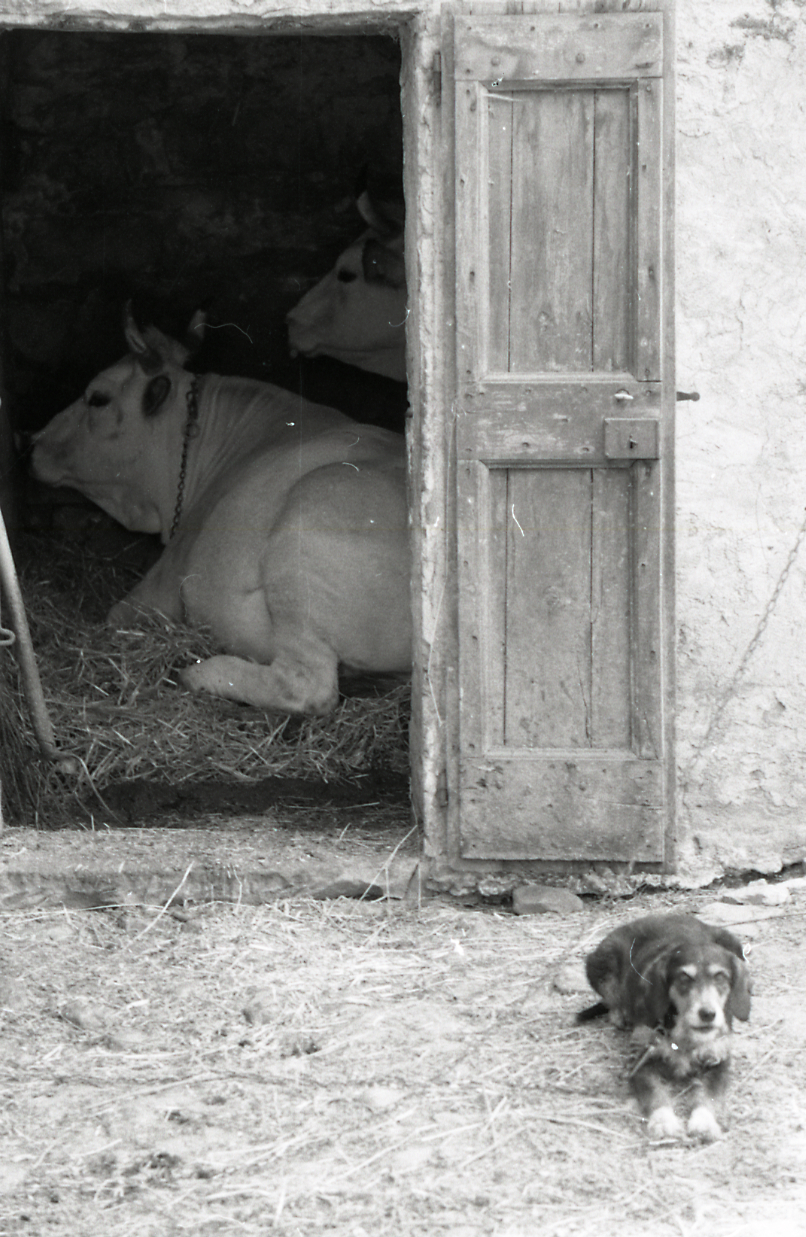
Estable a Itàlia, 1970

Un estable o una establa és un espai destinat a l'allotjament d'animals de granja, generalment el bestiar oví, caprí, boví (bous i vaques), equí (cavall) i asní (ase).
Normalment es tracta d'una estructura senzilla feta de fusta i amb sostre. A vegades pot ser una cova, balma o indret de fàcil accés proveït d'una porta afegida i un tancat.
En l'arquitectura vernacular de climes freds, l'estable se situa o bé a l'ala de la casa a la que hi arriba el vent fred o bé a la planta baixa. Això fa que les estances de la casa puguin aïllar-se de la humitat i el fred, a la vegada que aprofita la calor generada pel bestiar.